# 堂上蜂屋柿

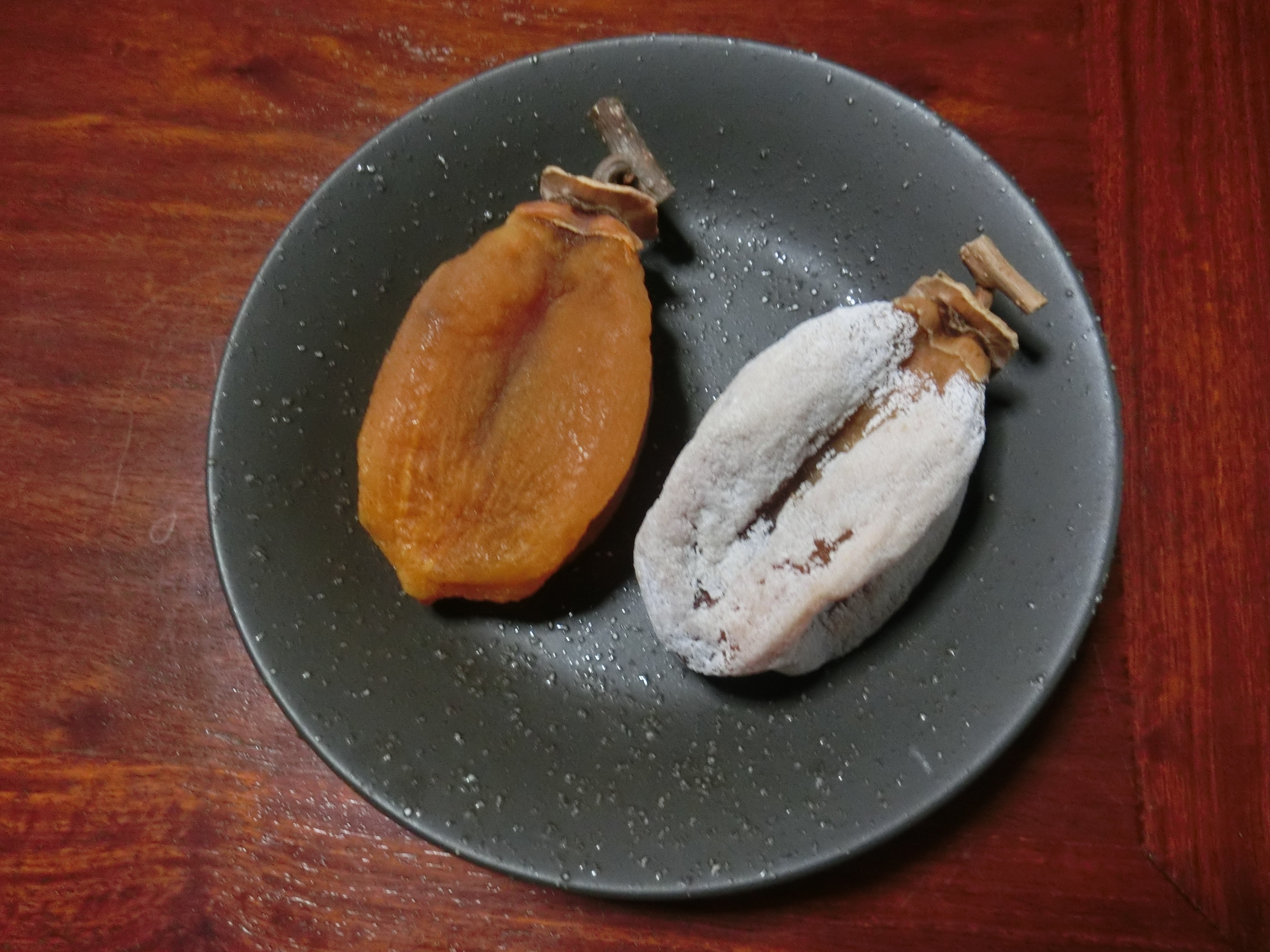
堂上蜂屋柿

堂上蜂屋柿（どうじょうはちやがき）とは岐阜県美濃加茂市で栽培されている「堂上蜂屋（どうじょうはちや）」という品種の渋柿を原料とした干し柿である。

## 歴史
蜂屋柿は渋柿の一種で、実が大きくて種が少ない。初めは生熟柿にしていたが、後に干柿にするようになった。古より高貴な人物に献上されていたことから、堂上柿とも呼ばれる。
千年の歴史を持つと「蜂屋柿由来略書」で自称するが、「略書」の信憑性を保証する文献等の傍証を示したものはない。
別名柿寺と呼ばれる、蜂屋村の瑞林寺二世の仁済宗恕が当地の特産品である蜂屋柿を室町幕府十代将軍足利義稙に献上したところ寺領10石と柿寺の称号を授けられたことによるとされている。
瑞林寺五世の明丘は、豊臣秀吉に蜂屋柿を献上して永楽通宝を50貫と寺領10石を得た。秀吉から他に何か望みはないかと尋ねられたことに対し、「労役に苦しむ村方百姓を御救いください」と言上したところ、蜂屋村に対する諸役御免の証文を得ることができた。
慶長5年(1600年)9月、関ヶ原の戦いのために大垣城を目指して進軍して来た徳川家康に対し、蜂屋村の百姓衆の代表が墨俣で山田長右衛門の仲立ちで蜂屋柿を献上したところ、「大がきが手に入る」と喜んで食べて、それまでの蜂屋村の特権を認めたという。
その他、朝廷）や（源頼朝、織田信長）に献上したともされる。
1904年、セントルイス万博で金牌獲得。
2007年3月、イタリアに本部のあるスローフード協会が認定する「味の箱舟」に岐阜県で初めて認定された。味の箱舟は、食の世界遺産とも呼ばれる。

## 効能
岐阜県が行う産学共同事業である「地域連携型技術開発プロジェクト」を通して蜂屋柿の果皮に様々な効能があることが明らかになっている。
岐阜県国際バイオ研究所らの研究グループは、果皮エキスにアディポネクチンの量を増やす作用があることを新たに発見。
このアディポネクチンは、「メタボリックシンドローム」を改善し、糖尿病、高血圧、動脈硬化などを抑制する働きをもつ物質である
また、同研究所らは果皮エキスが糖化反応を抑制することも見出している。糖化反応は、糖尿病や皮膚の老化に深く関与していることが知られている。
これらの働きから蜂屋柿の果皮が生活習慣病を防ぐ健康食品や皮膚の老化を防ぐ化粧品の原料として注目されている。

## 購入方法
直接扱っている農家か店、振興会に連絡。また、インターネット通販での販売も行っている。

## その他
- 2023年1月、堂上蜂屋柿のPRのため、藤井浩人美濃加茂市長から河村たかし名古屋市長に送られた。